# Витинген
Витинген (њем. Wittingen) град је у њемачкој савезној држави Доња Саксонија. Једно је од 41 општинског средишта округа Гифхорн. Према процјени из 2010. у граду је живјело 11.980 становника. Посједује регионалну шифру (AGS) 3151040.

## Географски и демографски подаци
Витинген се налази у савезној држави Доња Саксонија у округу Гифхорн. Град се налази на надморској висини од 79 метара. Површина општине износи 225,1 km². У самом граду је, према процјени из 2010. године, живјело 11.980 становника. Просјечна густина становништва износи 53 становника/km².

## Међународна сарадња
| Мјесто  | Држава   | Врста сарадње | Од    |
| ------- | -------- | ------------- | ----- |
| Кокнесе | Летонија | партнерство   | 1996. |
| Визен   | Аустрија | пријатељство  | 1986. |
| Извор   |          |               |       |